# Beatriz Spiegel
Beatriz Spiegel de Viquez (Santiago de Veraguas, 19 de marzo de 1917 - 21 de marzo de 1989) fue una docente y escritora panameña.

## Biografía
Nació en Santiago, provincia de Veraguas, siendo hija de Juan Manuel Spiegel Sierra y Adela María Sierra Muñoz. Ingresó a la Escuela Normal de Institutoras, donde obtuvo un título de maestra de enseñanza primaria, luego en 1951 consiguió el título de profesora en pedagogía en la Universidad de Panamá, y en 1958 obtuvo un posgrado en supervisión, dirección y administración de escuelas primarias en la Universidad de Pensilvania.
Dentro del campo docente fue maestra y directora de la Escuela Dominio de Canadá en Santiago, también laboró dentro del Ministerio de Educación como subdirectora de educación primaria, supervisora provincial de educación y supervisora nacional técnica de educación. Desde 1963 hasta 1967 representó al Ministerio de Educación en el Centro Regional de Elaboración de Textos para Centroamérica y Panamá.
Fue distinguida en 1975 con la Orden Manuel José Hurtado, por parte del Ministerio de Educación. En 1981 obtuvo el Premio de Literatura Infantil y en 1985 la  Asociación de Artistas Panameños le reconoce con el título de "La poetisa veragüense". Póstumamente, en 1991 fue premiada en el Concurso Municipal León A. Soto.
Su producción literaria estuvo enfocada a los niños, específicamente cuentos y poemas infantiles.

## Obras
- Rondas y juegos de mi niñez (1956)
- Teatro infantil (1956)
- Capullitos (poemas infantiles, 1971)
- Umbrales (1971)
- Salomas (1974)
- Pin Pon 2. Aprestamiento (1980), colaboración con Helia María Robles y Gerardo Víquez Ramírez
- Buenos días, Panamá (1984)
- Nochebuena (1989)